# Paul Ziegler (Politiker, 1892)
Paul Ziegler (* 3. Februar 1892 in Nürnberg; † 23. Juni 1956 ebenda) war ein deutscher Politiker (FDP).

## Leben
Ziegler besuchte die Volksschule sowie die Kreisrealschule in Nürnberg und trat nach Abschluss in die Dienste des Stadtrates Nürnberg. Er legte erfolgreich die Prüfung für den mittleren Staats- und Gemeindeverwaltungsdienst ab und war zwei Jahre Gasthörer an der Hochschule für Wirtschafts- und Sozialwissenschaft. Diese Ausbildung war die Voraussetzung für seine Verwendung in verschiedenen Wirtschaftsreferaten der Stadt Nürnberg. Zum 1. Mai 1933 trat er der NSDAP bei. Neben seiner Tätigkeit im öffentlichen Dienst war er ehrenamtlich Vorsitzender der Gemeindebeamtenkammer Nürnberg und Lehrer in der bayerischen Sparkassenfachschule. Außerdem war er führend im Zentralverband der Gemeindebeamten Bayerns tätig und der 2. Vorsitzende des Kreisverbandes Nürnberg der FDP. Vor seinem Mandat als Landtagsabgeordneter war er die letzten drei Jahre Geschäftsführer des Einzelhandelsverbandes Bayern, Bezirk Mittelfranken.
Ziegler war vom 13. Dezember 1954 bis zum 23. Juni 1956 für den Wahlkreis Mittelfranken Mitglied des Bayerischen Landtages sowie der dortigen FDP-Fraktion. Im Landtag war er des Weiteren Mitglied des Ausschusses Bayern Pfalz, des Ausschusses für Fragen des Beamtenrechts und der Besoldung, des Ausschusses für Angelegenheiten der Heimatvertriebenen und Kriegsfolgegeschädigten und stellvertretendes Mitglied der Nichtberuflichen Mitglieder und Stellvertreter des Bayerischen Verfassungsgerichtshofes. Er starb am 23. Juni 1956 und schied aus dem Landtag aus.